# Jean-Marc Nattier
Jean-Marc Nattier (Párizs, 1685. március 17. – Párizs, 1766. szeptember 7.) francia festő. Kora előkelő hölgyvilágának, majd XV. Lajos családjának volt kedvelt arcképfestője.

## Életrajza
Festőtechnikai tudását szüleitől örökölte. Apja, Marc Nattier arcképfestő volt, édesanyja, Marie Courtois, miniatűrfestő. Apja tanította őt, majd a Luxembourg-képtárban másolások közben képezte magát tovább. Tizenötéves korában már díjat nyert az Akadémián és módjában lett volna Rómába mennie a francia akadémiára. Ez azonban nem volt ínyére a gyermekifjúnak, aki öt évvel később, húszéves korában inkább Amszterdamba ment. Ott sikerült magára vonnia Nagy Péter cárnak és Katalin cárnőnek figyelmét, aki úgy a saját arcképét, mint Katalin cárnőét megfestette vele. A képek annyira jól sikerültek, hogy a cár meghívta őt udvarába Oroszországba. Nattier ezt is visszautasította, de azért elvállalta a cárnak különböző nagyszabású kompozíciókra vonatkozó megrendeléseit. 1720-ban pénzügyi krízis rázta meg Franciaországot és tette tönkre az immár vagyonos fiatal Nattiert is, aki ezentúl fokozott mértékben az arcképfestésre vetette magát. A pompa- és művészetszerető XV. Lajos udvarának hölgyei gyorsan megkedvelték Nattiernek könnyen érthető és tetszetős művészetét. Kitűnően sikerült a királynénak, Leszczyńska Máriának arcképe. Nattier képei elárulják a tiszteletet, amelyet a művész előkelő modelljei iránt tanúsított. 
Tetszetős, olykor édeskés képei hatásosan tükröztetik vissza a rokokó korának ízlését, divatját. Művei, melyek hosszú sora van a versailles-i múzeumban is, leginkább francia magángyűjteményekben találhatók. Legismertebb arcképei: XV. Lajos leányainak arcképei (Mme Henriette, mint Flora, Mme Adelaide, Versailles), Mile de Lambaise mint Minerva és öccse, a fiatal De Brionne gróf páncélban (Louvre), Mme Pompadour (Versailles), Mme de Châteauroux mint Aurora (Marseille Múzeum), Szász Móric gróf (Drezda). 

## Művei (válogatás)

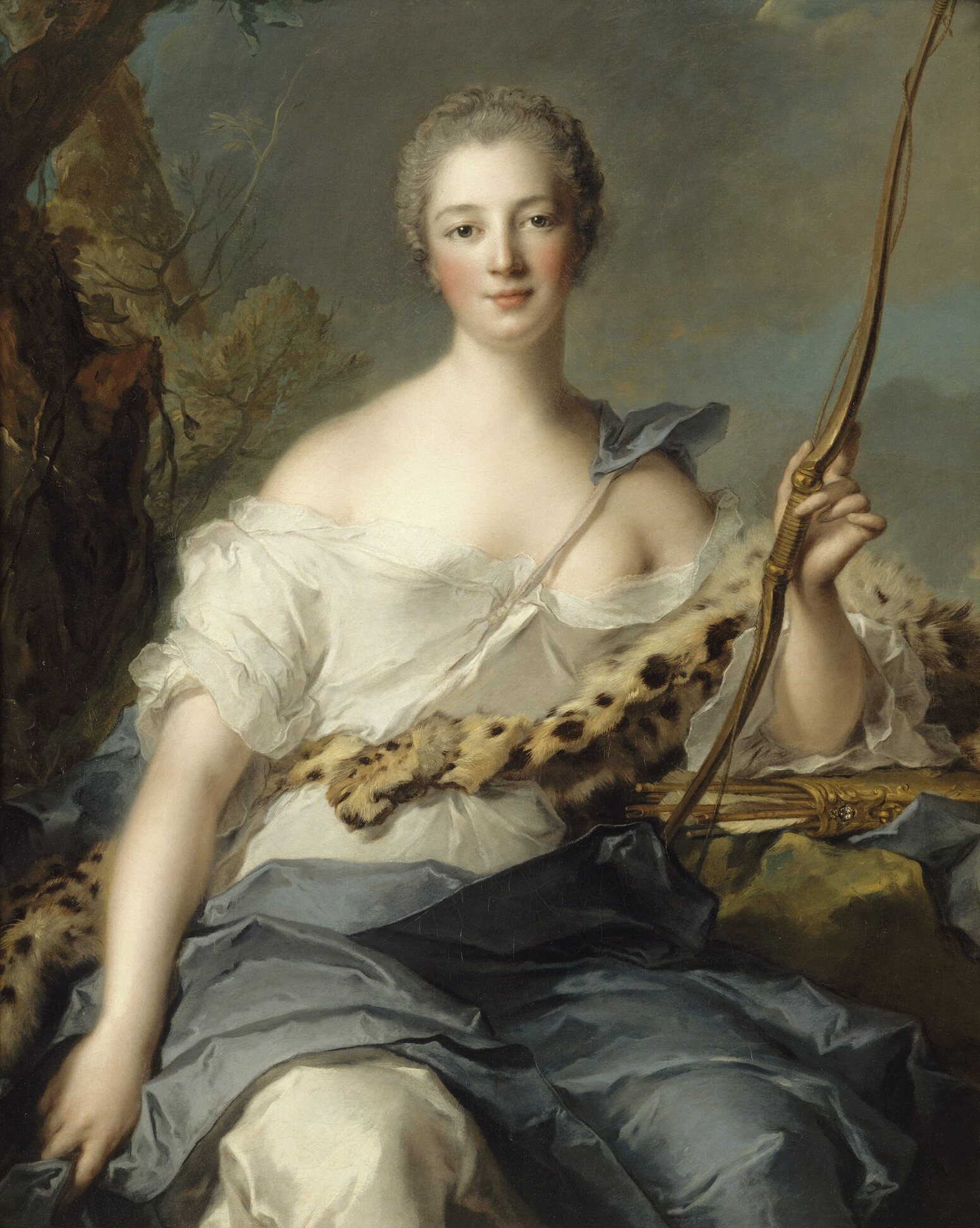
Madame de Pompadour mint Diana (1746) (Múzeum, Versailles)
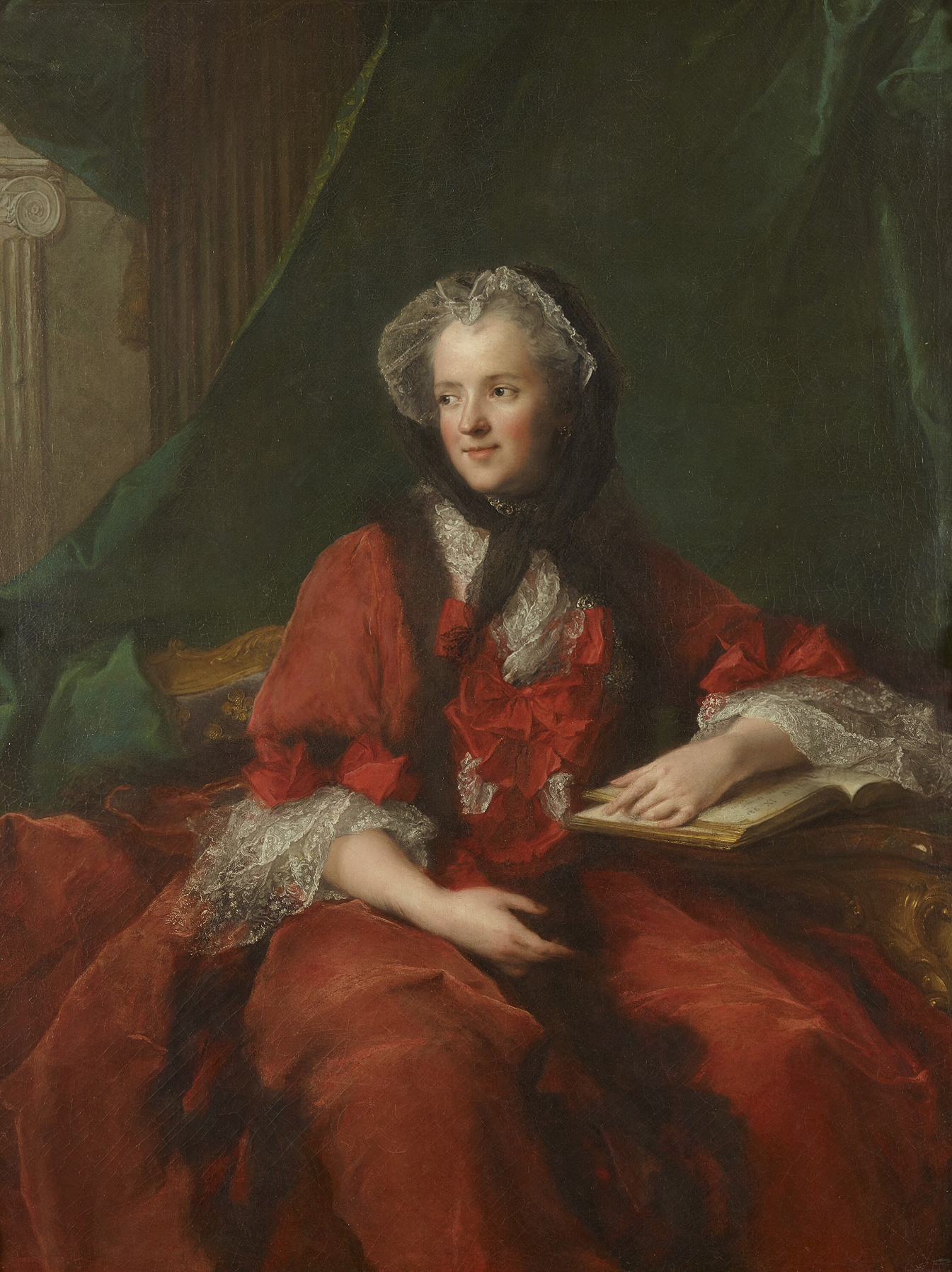
Leczinska Mária királyné portréja (1748)
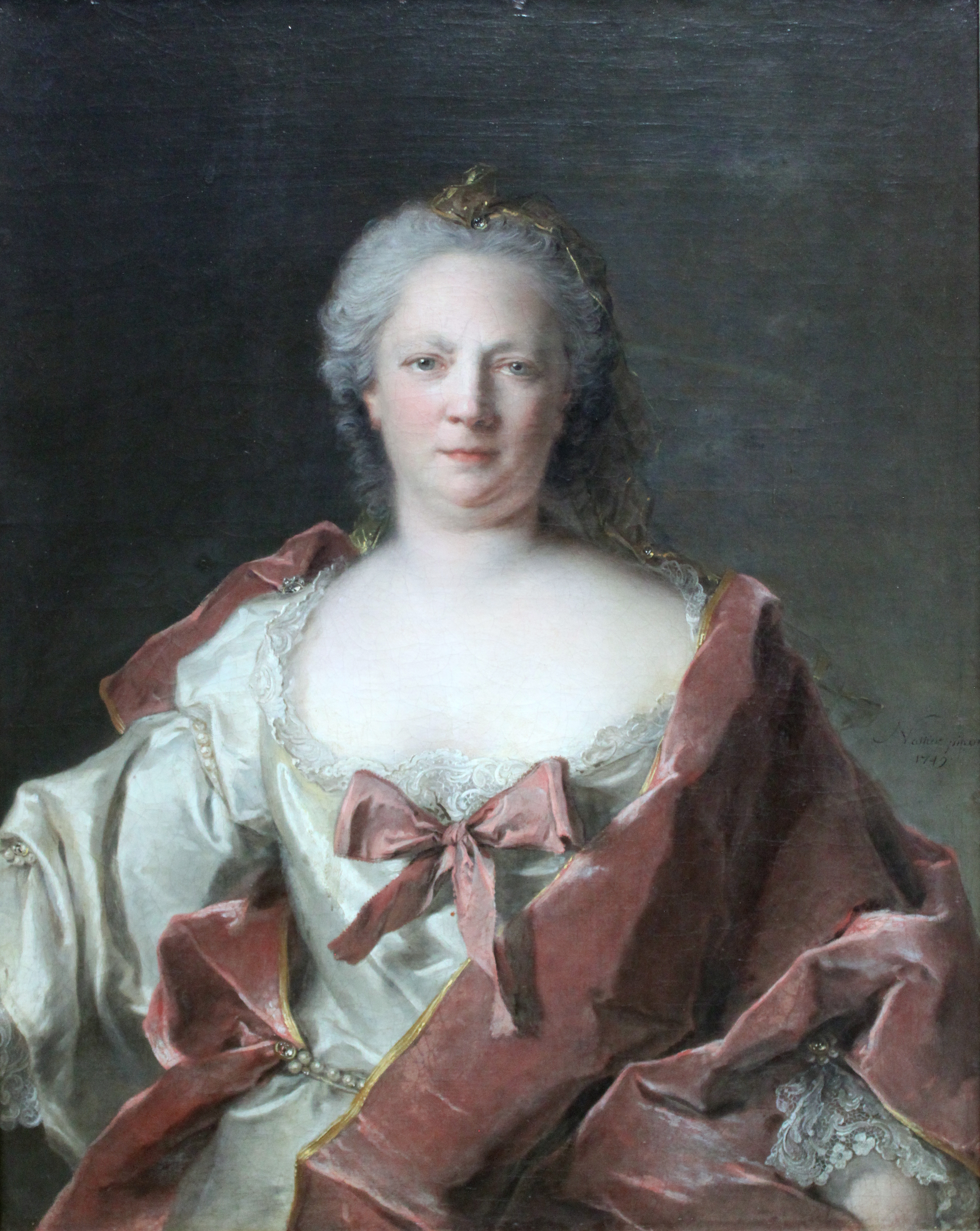
Anna Elisabeth Leerse, 1749, Städel Museum
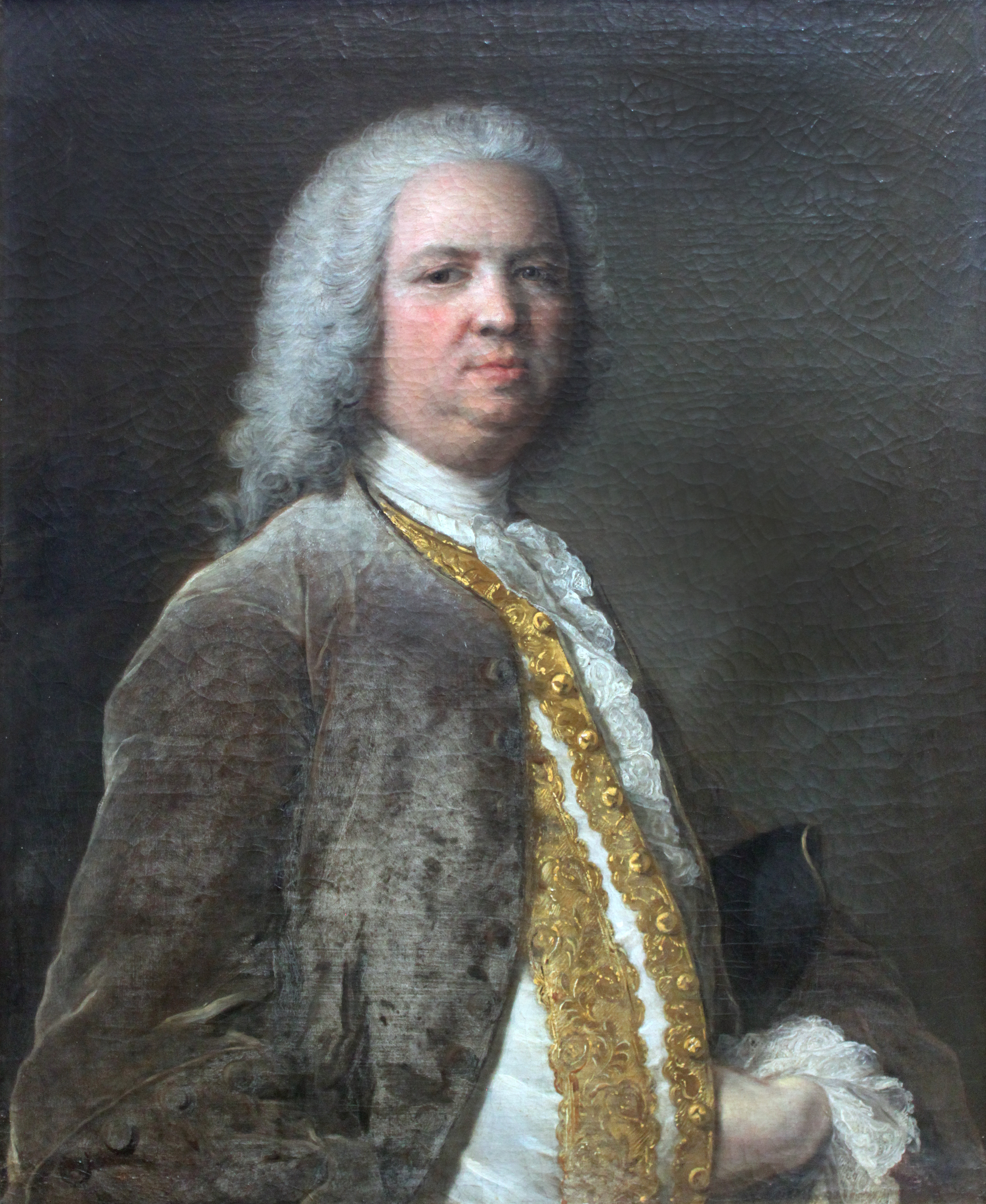
Johann Georg Leerse, 1749, Städel Museum